# 桫欏目
桫欏目（学名：Cyatheales）又名樹蕨，是蕨类植物真蕨纲的一個目。
有人稱為蕨類植物之王。
本目是在真蕨類中最大型的，在約一至四億年前本目曾經是地球主要的森林樹種。雖然在三億年前便有種子植物的出現，但起初是像松柏門那樣主要分佈在較寒冷和乾燥的地區，而同樣適應熱帶雨林區氣候的蘇鐵綱又生長較慢，都未取代本類的統治地位。
直到有適應炎熱多雨又生長較快的被子植物喬木在一至二億年前出現，種子植物才逐漸取代本目。
本目是最早的真正的樹瓦蒂薩屬的後代或近親，而且外表與祖先神似，并未演化成種子植物。
差不多時代擁有相似生殖器官的還有其他擬蕨類喬木，如石松門的鱗木和木賊綱的蘆木等，但不是早在億年前完全滅絕，或向矮小方向進化避過和種子植物喬木的直接競爭，所以桫欏類常被稱為植物中的活化石。因為本目和其的祖先神似，而早期的桫欏目物經常成為恐龍的食品，又常在人們想像中和恐龍相關的背景的一部分，本群類植物還有恐龍樹的暱稱。